# El Guinardó
El Guinardó este un cartier din districtul 7, Horta-Guinardó, al orasului Barcelona.